# Conca (fiume)
Il Conca è un fiume dell'Appennino riminese. È un corso d'acqua a carattere torrentizio, il principale esistente nella vallata ove anticamente scorreva il fiume Crustumium.

## Percorso
Nasce a oltre 1300 metri di altitudine dal monte Carpegna. Dopo un corso di circa 47 km prevalentemente rettilinei sfocia nel mare Adriatico. Nel suo ultimo tratto fa da confine tra i comuni di Cattolica e di Misano Adriatico (ma la foce del fiume appartiene completamente al territorio di quest'ultimo comune).

Riceve due affluenti nel comune di Misano Adriatico: la Fossa del molino ed il Ruscello.
Il tratto iniziale scorre nel comune di Montecopiolo (RN). Attraversa le località di Monteboaggine, Monte Cerignone (qui entra nella provincia di Pesaro-Urbino), il territorio comunale di Monte Grimano Terme fino a raggiungere la piana di Mercatino Conca da dove il suo letto si allarga e il suo corso rallenta. 
Il fiume poi rientra in provincia di Rimini attraversando Fratte di Sassofeltrio e lambendo Santa Maria del Piano, Taverna, Morciano di Romagna, San Clemente, San Giovanni in Marignano, Santa Monica di Misano Adriatico,  per riversarsi, presso Portoverde, nel mare Adriatico.

## La diga
Nel 1978 è stata costruita lungo il suo corso, per volontà dei comuni circostanti, una diga artificiale che ha formato un lago artificiale, il bacino del Conca: l'opera, ubicata a tre chilometri dal mare, aveva lo scopo di rifornire e mantenere a livello le falde acquifere, dalle quali era poi prelevata l'acqua e convogliata nella rete degli acquedotti comunali, oltre ad impedire il fenomeno della subsidenza. Negli anni '90 il rifornimento idrico assicurato dall'Acquedotto della Romagna ha reso sostanzialmente inutile a tali fini l'utilizzo della diga, i cui impianti vengono ora attivati solo durante la stagione estiva.

Attorno ad essa e lungo il tratto terminale del fiume, tra Cattolica e Morciano di Romagna, si stende il Parco fluviale del Conca.
La sua creazione creò non pochi problemi di erosione all'arenile a causa dell'ubicazione a tre chilometri dalla foce dello stesso fiume.

## Fauna ittica
Le specie ittiche presenti nelle sue acque riguardano in maggior modo i ciprinidi: possiamo trovare la carpa, il cavedano, il barbo padano e la più comune alborella.
Nella zona della foce sono presenti inoltre pesci acqua salmastra, prevalentemente anguilla e  cefali.

## Storia
Lungo il fiume, probabilmente sulla foce, è documentata storicamente la presenza di un insediamento fortificato di matrice bizantina (Conke), oggi scomparso. Tutt'oggi sulla foce del Conca permane la presenza di un piccolo colle emergente sulla sommità del quale esistono i resti di una antica torre, che dà il nome alla località Torconca. 
Nei secoli passati le cartografie riportavano la presenza al largo della foce, a Cattolica, dei resti sommersi di un'antica città, facendo nascere la leggenda della "città profondata" denominata Conca o Valbruna.

## Galleria d'immagini

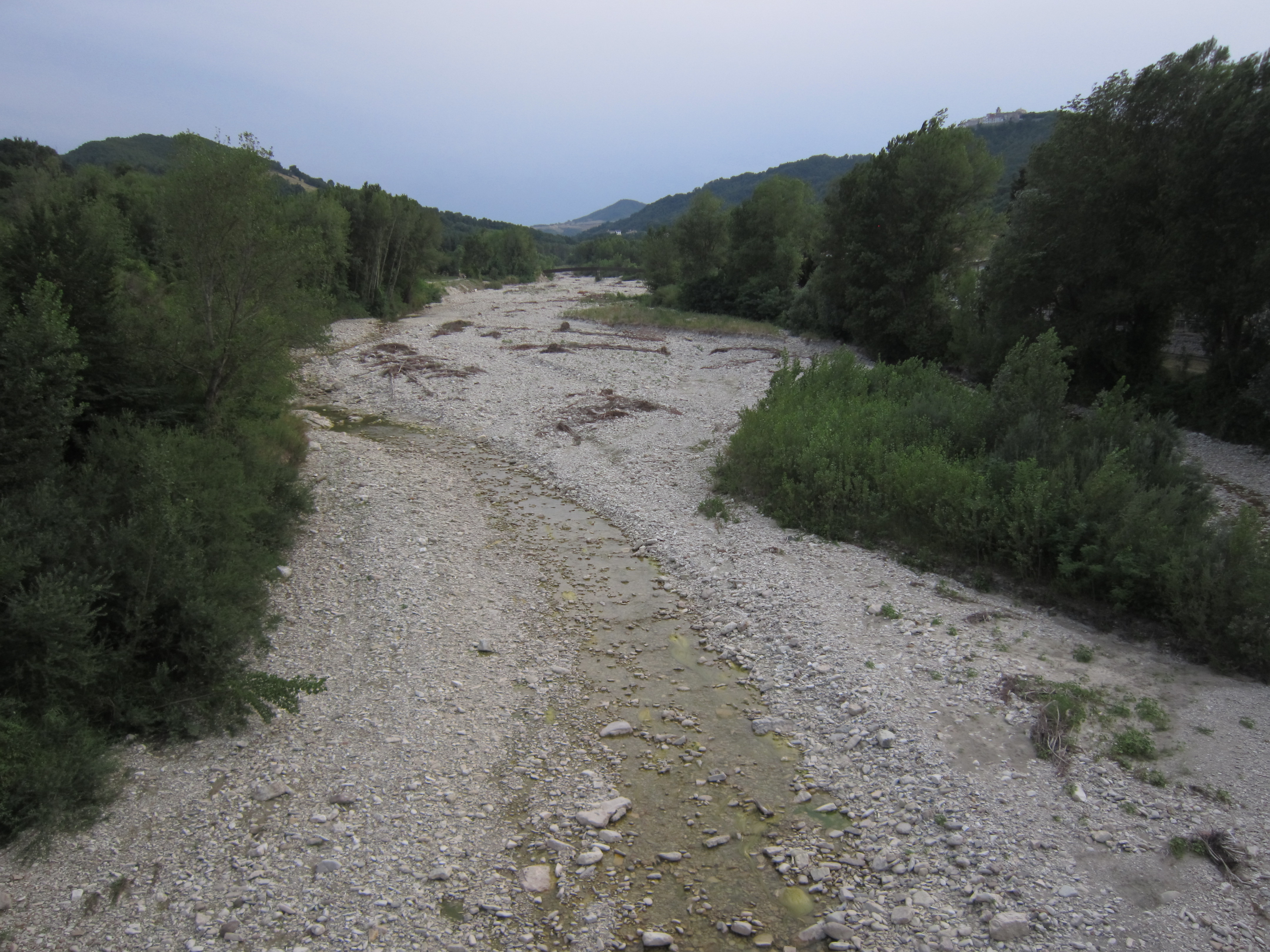
Il fiume in estate presso Mercatino Conca.
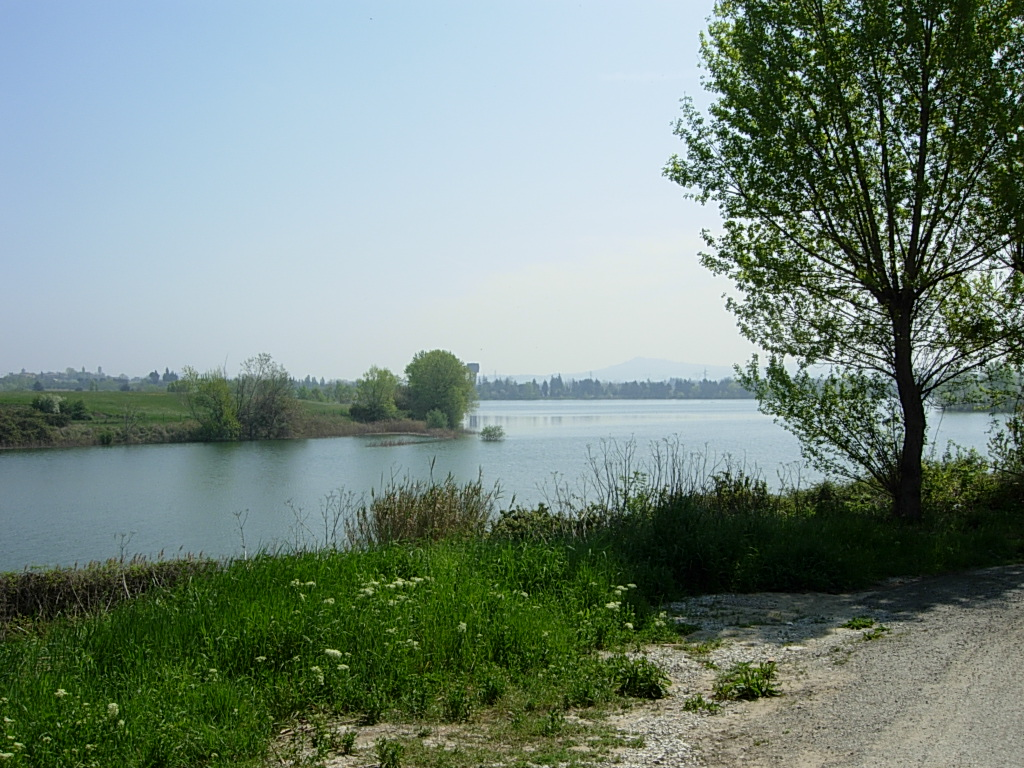
La «Diga del Conca».
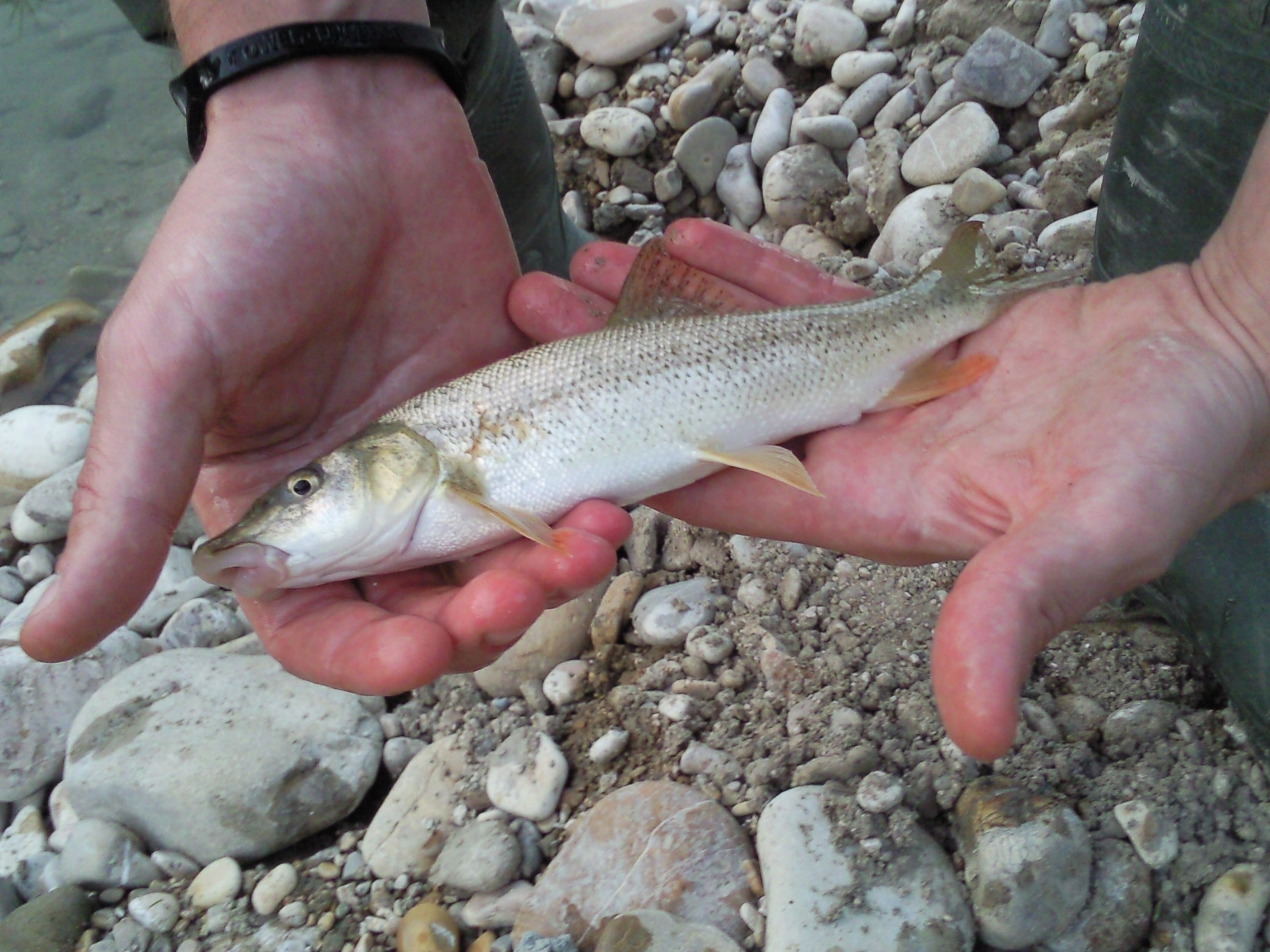
Barbo nostrano catturato e liberato nelle acque del Fiume Conca.